# Днепров, Анатолий Петрович
Анато́лий Днепро́в (псевдоним; наст. Анато́лий Петро́вич Мицке́вич, 17 ноября 1919, Екатеринослав — 1975, Москва) — советский писатель-фантаст.

## Биография
Анатолий Петрович Днепров родился 17 ноября 1919 года в Екатеринославе в семье физика Петра Казимировича Мицкевича, в дальнейшем ставшего профессором Днепропетровского инженерно-строительного института. Мать Евдокия Ефимовна была портнихой. Родители разошлись, когда Анатолий был подростком.

### Учёба
В 1941 году окончил физический факультет МГУ.
В первые дни войны добровольцем ушёл в армию. С августа по ноябрь 1941 года служил в 15-м запасном артиллерийском полку в Коломне, затем четыре месяца учился на спецкурсах иностранных языков в Орске. С февраля 1942 по июль 1943 года учился в Военном институте иностранных языков Красной армии, который тогда был дислоцирован в Ставрополе-на-Волге.
Во время учёбы познакомился с будущей женой, Маргаритой Михайловной Шумиловой.

### Военная служба
В августе 1943 года отозван в ГРУ Генштаба. С ноября 1943 по июнь 1944 года в составе делегации находился в командировке в штаб-квартире союзников в Алжире, с августа по декабрь 1944 года — в Италии, с января по март 1945 года — в Англии, с апреля по июнь 1945 года — в Германии, где был переводчиком с английского у маршала Жукова и принимал участие в подписании капитуляции, с июня по сентябрь 1945 года — в Китае, где в качестве помощника маршала Василевского участвовал в подписании капитуляции Квантунской армии. После войны служил референтом отдела Главного управления Генштаба, печатался в «Военном вестнике». С 1949 года служил начальником 2-го научно-исследовательского отдела в/ч 64483 (НИИ 17), стал автором 19 исследований и трёх опубликованных монографий, в 1952 году защитил кандидатскую диссертацию. После смерти Сталина несколько раз направлял рапорты на увольнение, которое, наконец, получил в июне 1956 года.

### Научная деятельность
В 1956—1959 годах был старшим научным сотрудником и секретарём партбюро Института металлургии. В 1960 году  работал главным специалистом в Госэкономсовете Совета министров СССР. В 1961—1964 годах работал научным редактором журнала «Техника — молодёжи».
По словам внучки, в начале 1960-х годах начал крепко выпивать, а с середины 1960-х годах уже мешал алкоголь с транквилизаторами. «Скандалы выплёскивались за пределы дома и становились публичными. Высказывался с шокирующей, провокационной откровенностью. Ехидничал по поводу глупости окружающих, пугал коллег высокими знакомствами».
Один год проработал начальником отдела информации Всероссийского научно-исследовательского института классификации, терминологии и информации по стандартизации и качеству, пытался работать (неудачно) в НИИ интроскопии, затем — в Институте мировой экономики и международных отношений АН СССР.
В 1966 году развёлся с женой и женился на Л. Н. Арцыбашевой.
Умер от сердечной недостаточности.

## Награды и премии
- Орден Отечественной войны II степени (16.09.1945)[2]
- Медаль «За победу над Германией в Великой Отечественной войне 1941—1945 гг.» (09.05.1945)[2]
- Медаль «За боевые заслуги» (19.11.1951)[2]
- Медаль «За победу над Японией»[2]
- Третья премия Международного конкурса на лучший научно-фантастический рассказ журнала «Техника — молодежи» за рассказ «Подвиг» (1962)

### Литературная деятельность
Ещё в 1946—1947 годах на основе своих командировок написал повесть «По ту сторону войны», которая была напечатана только в 2017 году.
С 1958 года писал произведения в жанре научной фантастики и научно-популярные статьи. Его первый рассказ «Кораблекрушение» был опубликован в 1958 году.
Член редколлегии журналов «Техника — молодёжи», «Искатель», «Наш современник». Дважды получал рекомендации в Союз писателей (в 1962 году от И. Ефремова и в 1969 году от И. Ефремова, В. Дмитревского и Е. Брандиса), но так и не был принят.

## Хронология произведений
- 1958 — «Кораблекрушение», «Крабы идут по острову», «Суэма».
- 1959 — «Диверсант с „Юпитера“», «Машина „ЭС“, модель № 1», «На низкой частоте».
- 1960 — «Уравнения Максвелла», «Электронный молот».
- 1961 — «Игра», «Мир, в котором я исчез», «Полосатый Боб», «Пурпурная мумия», «Пятое состояние», «Трагедия на улице Парадиз», «Фактор времени», «Эксперименты профессора Леонозова».
- 1962 — «Две минуты одиночества», «Импульс „Д“», «Когда задают вопросы», «Лицом к стене», «Лунная соната» («Людвиг»), «Подвиг», «Формула бессмертия», «Борьба миров».
- 1963 — «Глиняный бог», «Конец „Рыжей хризантемы“», «Машина времени», «Первые люди на Луне», «Перпетуум мобиле», «Прямое доказательство», «Разговор с чужой тенью», «Тускарора», «Человек-невидимка».
- 1964 — «Банка без наклейки», «Генератор идей», «Интервью с регулировщиком уличного движения», «Следы на паркете», «Случайный выстрел», «Ферма „Станлю“»
- 1965 — «Вдоль оси „ЭФ“» («Вдоль оси „Ф“…»), «Голова напрокат», «Голубое зарево», «Новое направление».
- 1966 — «Летящие сквозь мгновенье» (глава 4), «Нападение с того света», «Последний рассказ о роботах», «Там, где кончается река».
- 1967 — «Человек для архива».
- 1970 — «Пророки», «Смешной баобаб».
- 1975 — «Клоп на транзисторах», «200 % свободы», «Белая ворона».
- 2017 — «По ту сторону войны (1943—1954 гг.)».